# Parada Centenário
A Parada Centenário é uma parada ferroviária que atende aos trens de subúrbios da Estrada de Ferro Campos do Jordão (EFCJ). Foi originalmente inaugurada em 1960 com o nome de Quilômetro 19, sendo renomeada para Centenário em 2014 e reconstruída em 2015.
Localiza-se no município de Pindamonhangaba.

## História

### História da Linha
A EFCJ foi idealizada pelos médicos sanitaristas Emílio Ribas e Victor Godinho, a fim de levar os acometidos pela tuberculose aos sanatórios da então Vila de Campos do Jordão, acelerando e providenciando mais conforto a um caminho anteriormente percorrido por sobre lombos de mulas.

### História da Estação
A parada, no momento de sua inauguração, era uma simples edificação feita de trilhos e telhas de amianto, sendo muito usada no passado por banhistas que desejavam nadar no Rio Piracuama, uma vez que a estrada rodoviária que dava acesso ao corpo d'água era muito precária à época. Também foi bastante utilizada no escoamento de leite da fazenda Santa Emília, localizada nas proximidades da estrutura.